# Gaudeamus igitur

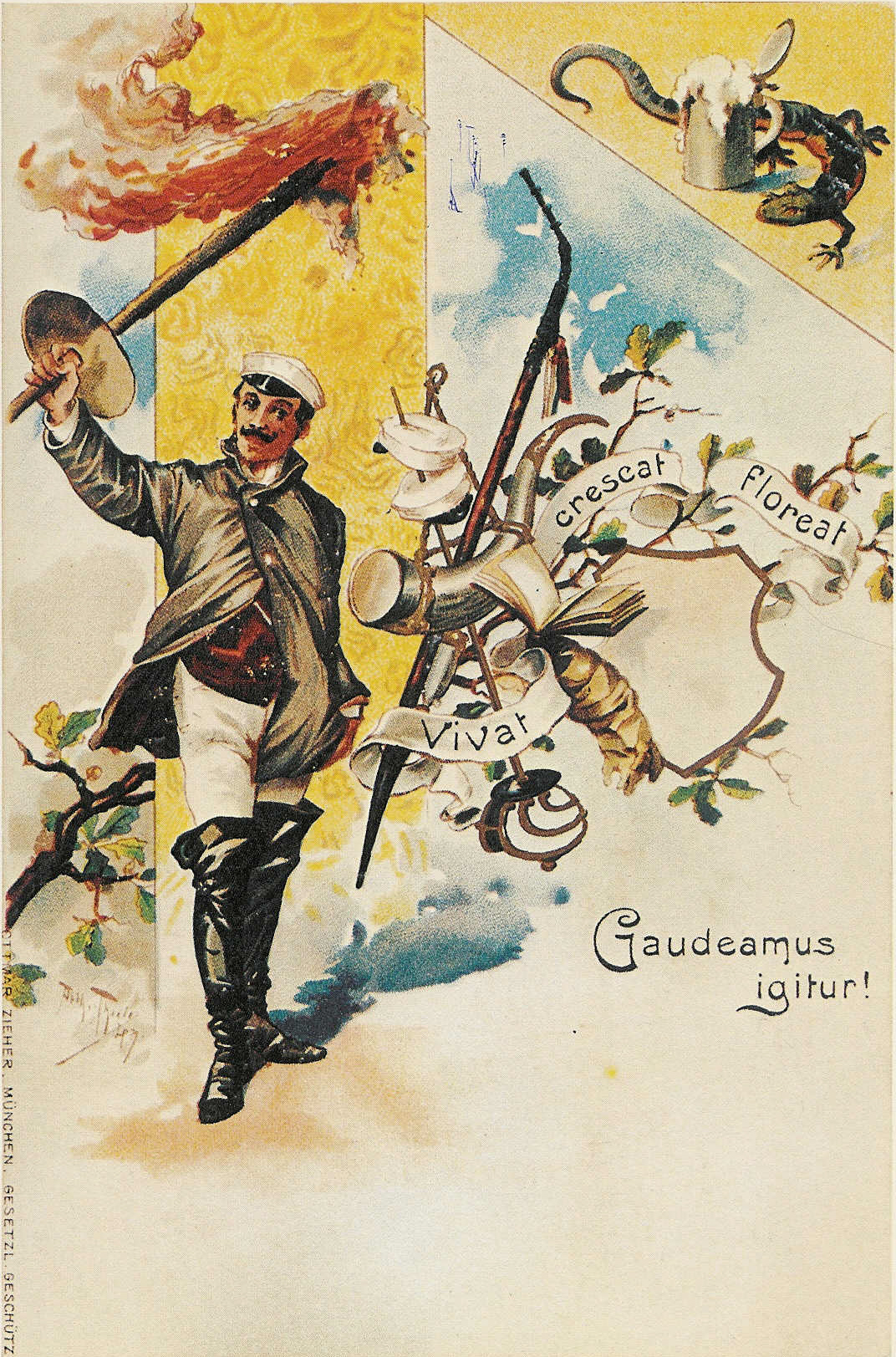
Carte poștală cu simboluri ale vieții studențești tradiționale din Germania anului 1898

"De Brevitate Vitae" ("Despre scurtimea vieții"), cunoscut popular ca "Gaudeamus igitur" ("Să ne bucurăm, așadar") sau doar "Gaudeamus", este un popular cântec academic în mai multe țări europene, fiind cântat sau recitat mai ales la ceremoniile universitare de absolvire. Cântecul datează de la începutul secolului al XVIII-lea și este inspirat dintr-un manuscris în limba latină din 1287, fiind atribuit goliarzilor - poeți medievali, de regulă clerici insubordonați dogmelor; studenți rătăcitori de la o universitate la alta, creatori ai unor poezii satirice, scrise în latină, dar adesea cu infiltrații ale limbilor naționale, la adresa bisericii și preamărind iubirea, vinul, bucuria de a trăi. Gaudeamus igitur se află în tradiția carpe diem ("trăiește clipa") promovând bucuria vieții.
Este cântecul oficial al mai multor școli, colegii, universități sau societăți academice.

### Versuri
Mai jos este o versiune din secolul al XVIII-lea a cântecului (C.W. Kindleben, 1781) cu o traducere în limba română.
Când se cântă, primele două versuri și ultima linie a fiecărei stanțe sunt repetate; de exemplu:
Gaudeamus igitur.
Iuvenes dum sumus.
Gaudeamus igitur.
Iuvenes dum sumus.
Post iucundam iuventutem.
Post molestam senectutem.
Nos habebit humus —
Nos habebit humus.
| Latină | Română |
| --- | --- |
| Gaudeamus igitur, Iuvenes dum sumus, Post jucundam juventutem Post molestam senectutem Nos habebit humus.   | Să ne bucurăm, așadar, Cât încă suntem juni [tineri] Fiindcă dup-o junime [tinerețe] plăcută, Și-o bătrânețe-ngreunată, Țărâna ne va avea pe toți. |
| Ubi sunt, qui ante nos In mundo fuere, Vadite ad superos, Transite ad inferos, Ubi jam fuere.               | Unde sunt cei care înainte de noi În lume fost-au? De mergi până-n ceruri Sau de treci prin iad, Pe acolo deja fost-au.                            |
| Vita nostra brevis est, Brevi finietur, Venit mors velociter, Rapit nos atrociter, Nemini parcetur.         | Viața noastră scurtă este, Curând se va sfârși. Moartea vine grabnic, Ne răpește groaznic, Nimeni nu scapă.                                        |
| Vivat Academia, Vivant Professores, Vivat membrum quodlibet, Vivant membra quaelibet, Semper sint in flore! | Trăiască școala! Trăiască profesorii! Trăiască fiecare-ntrebător! Trăiască fiecare-ntrebătoare! Fie ca ei să-nflorească de-a pururi!               |
| Vivant omnes virgines Faciles, formosae Vivant et mulieres :,: Bonae, laboriosae.                           | Trăiască toate fecioarele Simple și frumoase! Trăiască și femeile Bune, lucrătoare [harnice].                                                      |
| Vivat et respublica, Et qui illam regit, Vivat nostra civitas, Mecaenatum caritas, Quae nos hic protegit.   | Trăiască patria Și cei ce-o conduc! Trăiască-ne orașul Și binefăcătorii acestuia Care aici ne protejează!                                          |
| Pereat tristitia, Pereant osores, Pereat diabolus, Quivis Antiburschius, Atque irrisores.                   | Piară tristețea, Piară urâcioșii, Piară diavolul, Cei care sunt împotriva băieților, Precum și cei care iau în derâdere, să piară!                 |